# The Mamalukes
I Mamalukes sono stati una stable di wrestling attiva nella World Championship Wrestling.
I membri del gruppo interpretavano la gimmick di mafiosi italoamericani.

## Titoli e riconoscimenti
- World Championship Wrestling

- WCW Hardcore Championship (1)
- WCW World Tag Team Championship (2)